# Беј Харбор Ајландс (Флорида)
Беј Харбор Ајландс (енгл. Bay Harbor Islands) град је у америчкој савезној држави Флорида. По попису становништва из 2010. у њему је живело 5.628 становника.

## Демографија
Према попису становништва из 2010. у граду је живело 5.628 становника, што је 482 (9,4%) становника више него 2000. године.
| Група             | 2000.         | 2010.         |
| Белци             | 3.094 (60,1%) | 2.765 (49,1%) |
| Афроамериканци    | 92 (1,8%)     | 142 (2,5%)    |
| Азијати           | 63 (1,2%)     | 69 (1,2%)     |
| Хиспаноамериканци | 1.816 (35,3%) | 2.606 (46,3%) |
| Укупно            | 5.146         | 5.628         |